# Marc Matthys
Marc Achille Matthys (Gent, 11 mei 1956) is een Belgisch pianist-componist en accordeonist.

## Levensloop
Matthys studeerde aan de kunsthumaniora in Gent en aan het Koninklijk Conservatorium van Gent. Hij behaalde er eerste prijzen voor notenleer (1969), piano (1975), kamermuziek (1976), harmonie (1976), praktische harmonie (1977), contrapunt (1978), fuga (1979) en pianobegeleiding (1981). Hij ontving vervolgens nog hogere diploma's: piano (1979) en kamermuziek (1982).
Matthys werd actief in zowel klassieke muziek, jazz als pop en werkte onder meer samen met Toots Thielemans, Frédéric Devreese, Dirk Brossé, Rudolf Werthen, Neeme Järvi, Aga Winska, Henry Raudales, Roby Lakatos, Ali Ryerson, Eddie Daniels, Jo Lemaire, Leen Persijn, Shirley Bassey, Jo Lemaire, Peter Verhoyen en Walter Boeykens. Hij trad op met eigen werk in Europa, de USA, Rusland en China. Hij maakte verschillende opnamen voor radio en televisie, cd en dvd, "Divas are forever" met Shirley Bassey (EVDVD009).
Matthys was 
- gastdocent aan de Bowling Green State University (Ohio);
- vennoot bij Sabam en bestuurder (1995-1999);
- bestuurslid van UBC (Unie van Belgische Componisten);
- voorzitter van ComAV (Componisten Archipel Vlaanderen);
- jurylid van Les Django d'Or;
- jurylid van de Victoires du Jazz (Parijs).

## Beroep
- Directeur van het Conservatorium Kortrijk
- Docent aan het Koninklijk Conservatorium van Gent (HoGent)[3]

## Erkenning
- Ridder in de Leopoldsorde[4]
- Officier in de Kroonorde
- Grand prix humanitaire de France

## Prijzen
- Laureaat van accordeonwedstrijden van de CEA in onder meer Parijs, Bad Godesberg en Grenoble
- Jazzconcours Dunkerque (1980)
- Joseph Van Roy pianowedstrijd (1978)
- Stephan Dejonghe pianowedstrijd, Aalst (1976)
- Tenutowedstrijd VRT (1979)
- Europ Jazz Contest (1979)
- Nationale Compositiewedstrijd voor jazzthema's, Sabam (2002)
- Klara compositiewedstrijd (2005)

## Publicatie
- Inleiding tot improvisatie, 1993.

## Composities
- Voor solisten en symfonieorkesten
  - Contrasts
  - Four Impressions
  - Reflection
  - Mosaic
- Sad Walz, voor piano en symfonieorkest
- Elegie, voor fluit of viool en piano
- In het woud, voor fluit
- Variations for strings
- Melody for Nathalie, voor viool en piano
- Mozart 2006, Con Animo, voor piano, viool en cello